# Departure/STRIKE BACK
「Departure/STRIKE BACK」（デパーチャー/ストライク バック）は、BACK-ONの14枚目のシングル。2014年7月30日にcutting edgeから発売された。

## 概要
- 4枚目の両A面シングル。
- 通常盤、CD+DVD盤、FAIRY TAIL盤の3形態でリリースされた。

## 収録曲
1. Departure
2014年日本工学院CMソング。
2. STRIKE BACK
テレビ東京系アニメ『FAIRY TAIL』オープニングテーマ。
作者の真島ヒロから楽曲の事は任せられ、自分達のやりたいようにやっていいと言ってもらった。「ROCK系でカッコよくてビートが強くて⋯」というキーワードもらい、以前からアニメに合わせて「ヒカリサスホウ」の様なアプローチの楽曲を作りたいと思っていたこともあり作られた。
またFAIRY TAIL盤ではこの曲が一曲目となっている。
3. Departure (日本工学院Ver.)
CD+DVD盤のみ収録。
4. Departure (instrumental)
5. STRIKE BACK (instrumental)

## 収録アルバム
1. Departure
  - 『RELOAD』
  - 『AWESOME BEST』
2. STRIKE BACK
  - 『RELOAD』
  - 『AWESOME BEST』